# Star Wars: Thrawn (képregény)
Thrawn trilógia (Thrawn trilogy): A Star Wars univerzumban játszódó, három egybefüggő történetből álló képregénysorozatot Mike Baron írta. 1995 októbere és 1998 júliusa között képregényfüzetekben, 1996. szeptembere és 1999. júniusa között gyűjteményes képregényekben (TPB) jelent meg a Dark Horse Comics kiadásában. A Thrawn trilógia történetei 9 évvel később játszódnak az Új remény eseménye után. Az első képregény sorozat, ami az azonos című könyvsorozatból készült és a Star Wars kibővített univerzumhoz tartozott.

## Dark Horse Comics

### A Birodalom örökösei
| eredeti kiadvány címe                              | eredeti megjelenés dátuma | írta       | fordította    | történet eredeti címe     | történet magyar címe         | magyar megjelenés helye | magyar megjelenés ideje | kiadó |
| -------------------------------------------------- | ------------------------- | ---------- | ------------- | ------------------------- | ---------------------------- | ----------------------- | ----------------------- | ----- |
| Heir to the Empire #1                              | 1995. október             | Mike Baron | Galamb Zoltán | Heir to the Empire Part 1 | A Birodalom örökösei 1. rész | Star Wars #9            | 1998. december          | Semic |
| Heir to the Empire #2                              | 1995. november            | Mike Baron | Galamb Zoltán | Heir to the Empire Part 2 | A Birodalom örökösei 2. rész | Star Wars #9            | 1998. december          | Semic |
| Heir to the Empire #3                              | 1995. december            | Mike Baron | Galamb Zoltán | Heir to the Empire Part 3 | A Birodalom örökösei 3. rész | Star Wars #10           | 1999. február           | Semic |
| Heir to the Empire #4                              | 1996. január              | Mike Baron | Galamb Zoltán | Heir to the Empire Part 4 | A Birodalom örökösei 4. rész | Star Wars #10           | 1999. február           | Semic |
| Heir to the Empire #5                              | 1996. március             | Mike Baron | Galamb Zoltán | Heir to the Empire Part 5 | A Birodalom örökösei 5. rész | Star Wars #11           | 1999. április           | Semic |
| Heir to the Empire #6                              | 1996. április             | Mike Baron | Galamb Zoltán | Heir to the Empire Part 6 | A Birodalom örökösei 6. rész | Star Wars #11           | 1999. április           | Semic |
| Heir to the Empire (TPB)                           | 1996. szeptember          | Mike Baron |               | Heir to the Empire        |                              |                         |                         |       |
| Heir to the Empire Hardcover Limited Edition (TPB) | 1997. március             | Mike Baron |               | Heir to the Empire        |                              |                         |                         |       |
| The Trawn Trilogy (TPB)                            | 2009. december            | Mike Baron |               | Heir to the Empire        |                              |                         |                         |       |

### Sötét erők ébredése
| eredeti kiadvány címe    | eredeti megjelenés dátuma | írta       | fordította    | történet eredeti címe    | történet magyar címe        | magyar megjelenés helye | magyar megjelenés ideje | kiadó |
| ------------------------ | ------------------------- | ---------- | ------------- | ------------------------ | --------------------------- | ----------------------- | ----------------------- | ----- |
| Dark Force Rising #1     | 1997. május               | Mike Baron | Galamb Zoltán | Dark Force Rising Part 1 | Sötét erők ébredése 1. rész | Star Wars #12           | 1999. június            | Semic |
| Dark Force Rising #2     | 1997. június              | Mike Baron | Galamb Zoltán | Dark Force Rising Part 2 | Sötét erők ébredése 2. rész | Star Wars #12           | 1999. június            | Semic |
| Dark Force Rising #3     | 1997. július              | Mike Baron | Galamb Zoltán | Dark Force Rising Part 3 | Sötét erők ébredése 3. rész | Star Wars #13           | 1999. augusztus         | Semic |
| Dark Force Rising #4     | 1997. augusztus           | Mike Baron | Galamb Zoltán | Dark Force Rising Part 4 | Sötét erők ébredése 4. rész | Star Wars #13           | 1999. augusztus         | Semic |
| Dark Force Rising #5     | 1997. szeptember          | Mike Baron | Galamb Zoltán | Dark Force Rising Part 5 | Sötét erők ébredése 5. rész | Star Wars #14           | 1999. október           | Semic |
| Dark Force Rising #6     | 1997. október             | Mike Baron | Galamb Zoltán | Dark Force Rising Part 6 | Sötét erők ébredése 6. rész | Star Wars #14           | 1999. október           | Semic |
| Dark Force Rising (TPB)  | 1998. február             | Mike Baron |               | Dark Force Rising        |                             |                         |                         |       |
| The Thrawn Trilogy (TPB) | 2009. december            | Mike Baron |               | Dark Force Rising        |                             |                         |                         |       |

### Az utolsó parancs
| eredeti kiadvány címe    | eredeti megjelenés dátuma | írta       | fordította    | történet eredeti címe   | történet magyar címe      | magyar megjelenés helye | magyar megjelenés ideje | kiadó |
| ------------------------ | ------------------------- | ---------- | ------------- | ----------------------- | ------------------------- | ----------------------- | ----------------------- | ----- |
| The Last Command #1      | 1997. november            | Mike Baron | Galamb Zoltán | The Last Command Part 1 | Az utolsó parancs 1. rész | Star Wars #54           | 2006. június            | Semic |
| The Last Command #2      | 1997. december            | Mike Baron | Galamb Zoltán | The Last Command Part 2 | Az utolsó parancs 2. rész | Star Wars #54           | 2006. június            | Semic |
| The Last Command #3      | 1998. február             | Mike Baron | Galamb Zoltán | The Last Command Part 3 | Az utolsó parancs 3. rész | Star Wars #55           | 2006. augusztus         | Semic |
| The Last Command #4      | 1998. március             | Mike Baron | Galamb Zoltán | The Last Command Part 4 | Az utolsó parancs 4. rész | Star Wars #55           | 2006. augusztus         | Semic |
| The Last Command #5      | 1998. április             | Mike Baron | Galamb Zoltán | The Last Command Part 5 | Az utolsó parancs 5. rész | Star Wars #56           | 2006. október           | Semic |
| The Last Command #6      | 1998. július              | Mike Baron | Galamb Zoltán | The Last Command Part 6 | Az utolsó parancs 6. rész | Star Wars #56           | 2006. október           | Semic |
| The Last Command (TPB)   | 1999. június              | Mike Baron |               | The Last Command        |                           |                         |                         |       |
| The Thrawn Trilogy (TPB) | 2009. december            | Mike Baron |               | The Last Command        |                           |                         |                         |       |

## Marvel Comics

### Star Wars Legends Epic Collection: The New Republic Volume 4
| eredeti kiadvány címe                                              | eredeti megjelenés dátuma | írta       | fordította | történet eredeti címe                                   | történet magyar címe | magyar megjelenés helye | magyar megjelenés ideje | kiadó |
| ------------------------------------------------------------------ | ------------------------- | ---------- | ---------- | ------------------------------------------------------- | -------------------- | ----------------------- | ----------------------- | ----- |
| Star Wars Legends Epic Collection: The New Republic Volume 4 (TPB) | 2018. október             | Mike Baron |            | Heir to the Empire, Dark Force Rising, The Last Command |                      |                         |                         |       |